# La Heunière
Heunière – miejscowość i gmina we Francji, w regionie Normandia, w departamencie Eure.
Według danych na rok 1990 gminę zamieszkiwały 234 osoby, a gęstość zaludnienia wynosiła 76 osób/km² (wśród 1421 gmin Górnej Normandii Heunière plasuje się na 671 miejscu pod względem liczby ludności, natomiast pod względem powierzchni na miejscu 835).